# Philippe Ducousso
Pas d'image ? Cliquez ici

a Compétitions nationales et continentales officielles uniquement.

Philippe Ducousso, né le 27 juin 1958 à Vic-Fezensac, est un joueur et entraîneur de rugby à XV.

## Biographie
Né le 27 juin 1958 à Vic-Fezensac, il est successivement joueur au Stade toulousain, à Bagnères, à Vic Fezensac et à Vic Bigorre au poste de demi d'ouverture, ailier ou arrière. Il est international universitaire.
Après sa carrière, il devient entraîneur, d'abord des juniors Crabos (1988 à 1990) puis des cadets A du Stade toulousain (1990 à 1991). Il est ensuite coordinateur sportif à Limoges avant d'entraîner les espoirs de Colomiers puis de l'équipe première. Il est entraîneur adjoint de l'US Colomiers de 1996 à 1999 (finaliste européen), sous la direction de Jacques Brunel,. Puis, il prend la tête du centre de formation de Colomiers, qu'il dirige de 1999 à 2003. 
Il est également nommé entraîneur de l'équipe de France des moins de 21 ans en août 2001 en compagnie de Jean-Claude Skrela et Philippe Boher. Ils entraînent l'équipe jusqu'en 2004.
Il est de nouveau entraîneur de Colomiers pour la saison 2002-2003 puis en 2006-2007. Il est l'entraîneur de l'USA Perpignan de 2004 à 2006 en binôme avec Philippe Boher,. 
En 2010, il est au centre de formation de Colomiers. 80 % des joueurs du club sont alors issus de la formation interne. Il y est encore présent en 2014-2015 en tant que responsable sportif.
Dans le civil, il était professeur de sports à l'école d'ingénieurs de l'Institut national des sciences appliquées de Toulouse (INSA de Toulouse) (1996-2022), il était directeur du Centre des Activités Physiques et Sportives,.

## Bilan en tant qu'entraîneur
| Saison    | Club          | Division  | Poste              | Classement                 | Coupe d'Europe             | Challenge européen        |
| --------- | ------------- | --------- | ------------------ | -------------------------- | -------------------------- | ------------------------- |
| 1995-1996 | US Colomiers  | Groupe A1 | Arrières (adjoint) | Éliminé en 1/8e de finale  | -                          | -                         |
| 1996-1997 | US Colomiers  | Groupe A1 | Arrières (adjoint) | Éliminé en quart-de-finale | -                          | -                         |
| 1997-1998 | US Colomiers  | Groupe A1 | Arrières (adjoint) | Éliminé en demi-finale     | -                          | Vainqueur                 |
| 1998-1999 | US Colomiers  | Élite 1   | Arrières (adjoint) | Éliminé en quart-de-finale | Défaite en finale          | -                         |
| 2002-2003 | US Colomiers  | Top 16    | Arrières           | 6e de la Poule 2           | -                          | Éliminé en 1/8e de finale |
| 2004-2005 | USA Perpignan | Top 16    | Arrières           | 5e                         | Éliminé en poule           | -                         |
| 2005-2006 | USA Perpignan | Top 14    | Arrières           | 4e, éliminé en demi-finale | Éliminé en quart-de-finale | -                         |
| 2006-2007 | US Colomiers  | Pro D2    | Arrières           | 16e                        | -                          | -                         |